# Comunicação serial assíncrona
Comunicação serial assíncrona descreve um protocolo de transmissão assíncrono no qual cada sinal de inicialização (start) é enviado previamente para cada byte, caractere ou código de palavra e um sinal de finalização (stop) é enviado após cada código de palavra. O sinal de inicialização serve para preparar o mecanismo de recebimento para a recepção e registro do símbolo. O sinal de finalização serve para preparar o mecanismo de recepção para o próximo sinal. Um tipo comum de sinal de inicialização-finalização é o ASCII sobre RS-232, por exemplo para uso em operação de teletipo.
No diagrama acima, um bit de inicialização é enviado, seguido por oito bits de dados, nenhum bit de paridade e um bit de finalização, para um frame de caractere de 10 bits. O número de bits para dados e para formatação e a velocidade de transmissão, devem ser pre-estabelecidas entre as partes envolvidas na comunicação.
Depois do bit de finalização, a linha pode ficar ociosa indefinidamente, ou outro caractere pode ser imediatamente inicializado.
A largura mínima requerida pelo sistema para o bit de finalização  pode ser mais largo que um "bit". De fato, antigas máquinas de teletipo eletromagnéticas podiam demandar 2 bits de finalização para permitir impressões mecânicas sem usar buffer. Rádio amador RTTY são historicamente conhecidos por requerer 1.5 bits de finalização. Novos equipamentos que não tem suporte a frações de bit podem ser reconfigurados para enviar 2 bits de finalização quando transmitindo e pedir 1 bit de finalização quando recebendo.